# Juego acogedor
Un juego acogedor es un género de videojuegos que pone énfasis en la no violencia y la relajación. Derivados de los videojuegos de simulación de vida, los juegos acogedores a menudo incluyen actividades que implican recoger y hacer crecer plantas o nutrir a personajes.

## Etimología
El término juego acogedor es una traducción al castellano del término inglés cozy game.

## Jugabilidad
Los juegos acogedores evitan tener mecánicas complicadas y buscan, por contra, una jugabilidad fácil que evite frustraciones a la larga. Si bien lo que relaja a cada cual puede ser distinto, en general estos videojuegos optan por un estilo artístico cálido y entrañable, con trazados caricaturescos y que den sensación de bienestar.

## Historia
Algunos desarrolladores han sugerido que el estilo podría haber aparecido en juegos como Little Computer People (1985) y Los Sims (2000). En 2001 salió a la venta Animal Crossing que abrió un nuevo camino. Finalmente, «videojuego acogedor» se convirtió en un término más común después del lanzamiento de ⁣ Animal Crossing: New Horizons (2020). 